# Monument Ave.
Monument Ave. é um filme norte-americano de 1998 dirigido por Ted Demme.

## Elenco principal
- Denis Leary.... Bobby O'Grady
- Ian Hart.... Mouse
- Jason Barry.... Seamus
- Lenny Clarke.... Skunk
- Kevin Chapman.... Mickey Pat
- George MacDonald.... Gallivan (as George Macdonald)
- John Diehl.... Digger
- Lyndon Byers.... Fitzie
- Herbie Ade.... Herbie
- Noah Emmerich.... Red
- Famke Janssen.... Katy
- Melissa Fitzgerald.... Sheila
- Don Gavin.... Brosnihan
- Billy Crudup.... Teddy
- Colm Meaney.... Jackie O'Hara